# Haarmann’sche Zwillings- und Drillingsschiene

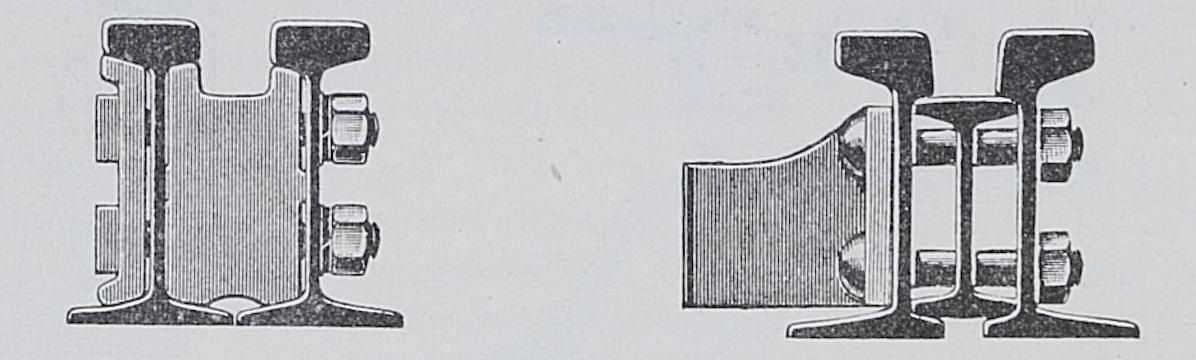
Haarmann’sche Zwillings- und Drillingsschiene

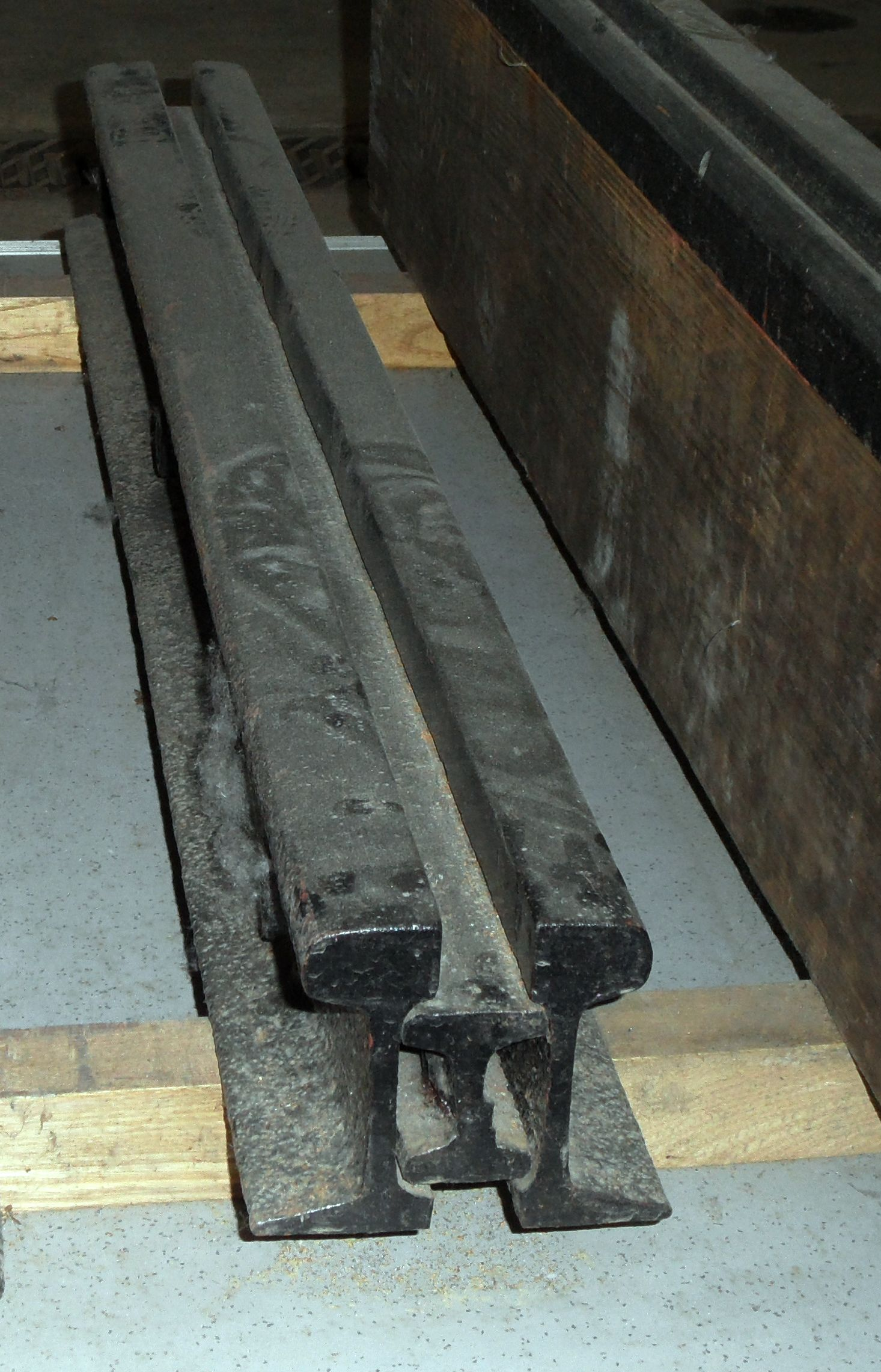
Haarmann’sche Drillingsschiene der Straßenbahn Leipzig

Die Haarmann’sche Zwillings- und Drillingsschiene war ein von August Haarmann im Stahlwerk Osnabrück entwickeltes Oberbausystem für Pferde-Straßenbahnen, das von 1880 bis 1910 eingesetzt wurde.

## Zwillingsschiene
Bei dem Haarmann’schen Zwillingsschienensystem wurden zwei meist 9 m lange Schienen von symmetrischem Profil verwendet, die durch flusseiserne oder gusseiserne Zwischenstücke, die gewöhnlich 50 bis 60 cm voneinander entfernt waren, und mit Schraubenbolzen zusammengehalten wurden. Die Zwischenstücke übertrugen den Druck der Räder auf die Füße beider Schienen. Die Stöße waren 50 bis 60 cm gegeneinander versetzt und besaßen ein größeres Zwischenstück, das als Lasche wirkte, während die Fahrschiene auch noch durch starke Außenlaschen gesichert war. Statt ein Zwischenstück zu verwenden, konnten auch vier kleinere mit je zwei Bolzen verwendet werden. Acht Laschenbolzen mit jeweils 15 mm Durchmesser bewirkten die Verbindung, bei der die Gegenschiene als durchgehende zweite Lasche betrachtet wurde.
Höhe und Form der Schienen waren unterschiedlich ausgestaltet, häufig wurde eine Höhe von 130 mm gewählt, während die Breite des Kopfes 42 mm und die des Fußes 70 mm betrug und der Steg 5 mm stark war. Die Querverbindung wurde durch hochkantig stehende Flacheisen von 45 mm Höhe und 8 mm Stärke gebildet, die an den Enden 90 mm hoch und 10 mm stark und im Winkel gebogen waren, so dass eine Befestigung durch Schraubenbolzen durch die Stege hindurch erfolgen konnte. Die Rille zwischen den beiden Schienenköpfen war 30 mm breit und 32 mm tief, der untere Teil des Zwischenraumes wurde mit Sand ausgefüllt und erhielt eine Deckschicht aus Zement oder Bitumen. Die Hohlräume zwischen den Stegen und Pflasteranschlusssteinen wurden durch passende Formklinker ausgefüllt, die mit Asphaltpech an die Schiene festgeklebt wurden.
Die Fuge zwischen Klinker und Stein wurde ebenfalls mit Zement oder Bitumen ausgegossen. Auf diese Weise ließ sich aus den Schienen und Klinkern eine rechteckige Querschnittsform herstellen, die sich
jeder Pflasterungsart vorzüglich anschloss.
In Berlin musste auf Anordnung der städtischen Tiefbauverwaltung der Anschluss des Würfelpflasters voll erfolgen, so dass die Gesamtfußbreite nur 120 mm betragen durfte, ein Maß, das sonst besser etwas größer gewählt worden wäre. Die zunächst eingebauten Schienen waren 130 mm hoch, der Höhenunterschied gegenüber den benachbarten Pflastersteinen wurde durch eine Unterklinkerung ausgeglichen, die jedoch später entfiel. Die Schienen wurden mit 155 mm Höhe hergestellt und erhielten 5,5 mm Stegstärke, die Kopfbreite blieb 45 mm.
In Berlin und Posen durchgeführten Versuche, die Vorteile der Haarmann’schen Konstruktion durch Befahren mit symmetrischer Bandage auszunützen, also beide Schienen als Laufflächen zu haben, wodurch ein gleichmäßigeres Rollen der Wagen ohne Schlag am Schienenstoß ermöglicht werden konnte, sind am größeren Reibungswiderstand gescheitert, welcher eine bedeutend höhere Inanspruchnahme der tierischen Zugkraft zur Folge hatte. Zur Schonung der Pferde musste wieder auf die einseitige Bandage zurückgegriffen werden.

## Drillingsschiene

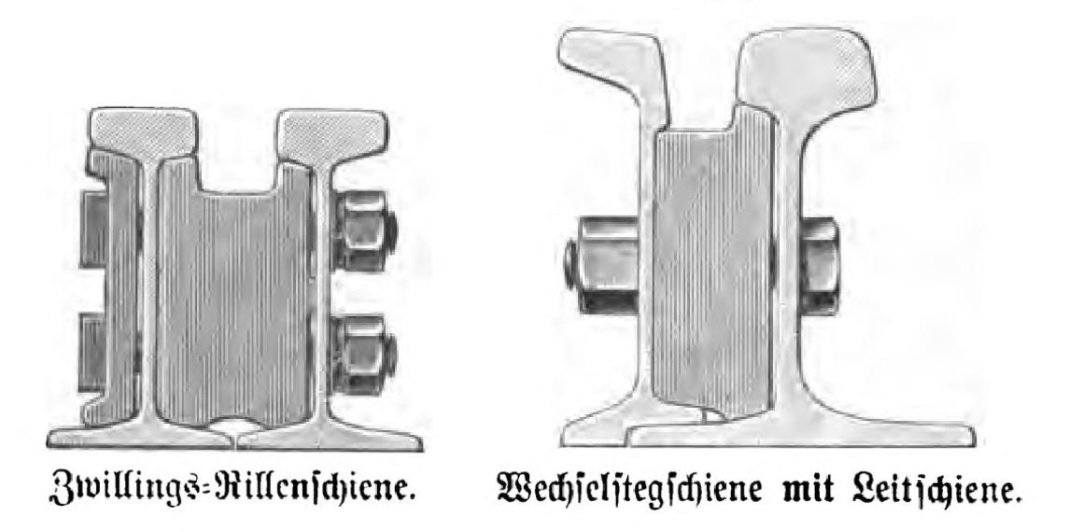
Haarmann’sche Zwillings-Rillenschiene und Wechselstegschiene mit Leitschiene

Durch die Verwendung von Drillingsschienen konnte ein Festklemmen der Pferdehufe in der Rille vermieden werden. Bei den Haarmann’schen Zwillingsschienen mit verhältnismäßig geringen Kopfwandungen war es hingegen in Städten, in denen den Pferden oft für das Betreten der Gleise ungünstig ausgestaltete Hufeisen angeschlagen waren, anfangs gelegentlich zum Festklemmen der Pferdehufe in der Rille der Schienen gekommen. Später wurde das durch höhere Innenwandungen der Schienenköpfe vermieden.
Da einteilige Schienensysteme mit zu schwachem Stoß oft einen ungünstigen Einfluss auf die Pflasterdecke hatten und dadurch den Fahrzeugverkehr behinderten, trat der Verband deutscher Lohnfuhrunternehmer in einer an den Reichstag gerichteten Stellungnahme nachdrücklich für die sogenannten Drillingsschienen ein. Bei den einteiligen und zweiteiligen Schwellenschienen mit Leitschienen gewährleistete die Höhe des Fahrschienenkopfes, dass Unfälle durch das Verklemmen der Pferdehufe nicht vorkommen konnte.
Einige Straßenbahnverwaltungen bevorzugten, auch der Leitschiene eine Kopfform zu geben, die den Abschluss der Rille nach unten bewirkte. Andernorts wurden Wechselstegschienen mit Leitschienen eingesetzt. Wenn auf den metallischen Abschluss der Rille nach unten verzichtet wurde, wurde der Hohlraum zwischen Fahrschiene und Leitschiene nach dem Verlegen mit Zement oder Bitumen aufgefüllt, was zu einer erhöhten Lagefestigkeit der Schienen führte.
Durch den ungewöhnlich starken Verkehr auf den Berliner Pferdebahngleisen wurde die Schienenstoßverbindung der Zwillingsschienen sehr stark in Anspruch genommen. Die an der Laufschiene befindliche 330 mm lange Lasche zeigte sich nicht widerstandsfähig genug, da der lange Laschenbolzen eine unzureichende Festigkeit hatte.
Der Schlag, den die in der Fahrrichtung liegende zweite Schiene bei dem Passieren des Zwischenraumes durch das Rad erhielt, wirkte schädigend auf die Stoßlasche und die Zwischenstücke ein, so dass diese mehr und mehr ausgeschlagen wurden.
Der dünne 5,0 bis 5,5 mm starke Schienensteg zeigte sich dem scharfen Anziehen der Laschenschrauben gegenüber auch oft zu schwach und bekam Risse. Diese Risse waren jedoch durch die deckende Lasche schwer zu erkennen und ihr Vorhandensein wurde erst durch die Stöße während des Betriebs bemerkt. Da das Auswechseln der Zwischenstücke ein Aufklemmen der Schienen auf 2 bis 3 m Länge erforderte, wurde eine Änderung der Stoßverbindung eingeführt: Die Laufschiene erhielt daraufhin zwei Laschen, die Schutzschiene eine Lasche. Die beiden inneren Laschen wurden durch von oben einzutreibende Keile fest an die Schiene gedrückt. Die Auswechselung der Laschen erfolgte durch Herausnehmen der Keile, wobei die Straßenbefestigung nur im Bereich der Laschenlänge erforderlich war.